# Amber Kortzorg
Amber Kortzorg (Amsterdam, 28 januari 1991) is een Nederlands journalist, programmamaker en presentator. Na het behalen van haar diploma op het Barlaeus Gymnasium studeerde zij Psychobiologie aan de Universiteit van Amsterdam, volgde de BNNVARA Academy en voltooide vervolgens de master Journalistiek en Media aan de Universiteit van Amsterdam.
In 2017 begon Kortzorg bij de rubriek de Belbus in het VARA-consumentenprogramma Kassa. Hierbij hielp ze mensen bij het oplossen van problemen met bedrijven of instanties. Ook was ze sinds 2018 de vervangende presentator van het programma. Wegens ziekte van Brecht van Hulten nam Kortzorg van december 2018 tot en met maart 2019 de presentatie voor langere tijd over; de Belbus werd in die periode verzorgd door Renze Klamer.
Sinds 11 januari 2020 is zij de vaste presentator van Kassa.
Sinds 16 oktober 2021 is Kortzorg lid van de Raad van Toezicht van de Amsterdamse Hogeschool voor de Kunsten. 
In de zomer van 2022 presenteerde zij samen met Hugo Logtenberg de dagelijkse journalistieke talkshow Op1.  Van 21 april 2023 tot de zomerstop vormde ze, samen met Natasja Gibbs het vaste presentatieduo op de vrijdag.  Kortzorg volgde hierin Nadia Moussaid op.
Kortzorg heeft een Nederlandse moeder en een Surinaamse vader. In 2022 bezocht zij Suriname en maakte daar voor BNNVARA de zesdelige documentaire Alles is famiri. Haar vriend woont in Bazel.
Kortzorg is tevens dagpresentator op culturele en journalistieke evenementen.